# Paramphithoe humeralis
Paramphithoe humeralis är en kräftdjursart. Paramphithoe humeralis ingår i släktet Paramphithoe och familjen Epimeriidae. Inga underarter finns listade i Catalogue of Life.